# Acción (Perú)
Acción fue un periódico peruano, vocero orgánico del partido político Unión Revolucionaria (UR) entre 1933 y 1934, y de existencia hasta los primeros años de la década de 1940. Fue fundada a fines de septiembre de 1933, y dirigida por César Augusto Meza, dirigente urrista quien fuera el Secretario General del Norte de la UR en el mismo año. Posteriormente sería dirigida por Glicerio Tassara, pero por breve tiempo. 
El periódico Acción aparece en una etapa de reorganización y depuración dentro de la Unión Revolucionaria, tras la muerte de su fundador Luis M. Sánchez Cerro y el inicio de la nueva etapa de la UR ahora dirigida por Luis A. Flores, quien admirador de Benito Mussolini, transformó el partido nacionalista en un movimiento fascista, formado con sus juventudes de la Legión de Camisas Negras, y defendiendo su proyecto a través de sus periódicos Acción, UR, El Legionario, Crisol y La Batalla.
Dentro de la nueva postura extrema que iría asumiendo cada vez más la Unión Revolucionaria en su nueva reorganización, es que apoyarían la dictadura de Óscar R. Benavides, pero advirtiéndole sobre el "neoleguiísmo" expresado a través del APRA, que dicho partido estaría listo a insinuadas componendas y pactos con el propio gobierno de Bneavides. De esa manera, para UR cualquier componenda con tal "leguiísmo" sería pues una traición. La UR finalmente se distanciaría de Benavides desde fines de junio de 1933, y a su nueva política de "paz y concordia", donde concedería la amnistía general a los apristas. De esa manera, el siguiente paso de la UR será su definición fascista y con ello su reorganización político-militar, conformando la milicias de camisas negras lo cual se va configurando entre octubre y diciembre de 1933, y siendo el periódico Acción el vocero principal desde donde se configura toda esa evolución en sus diversos números. 

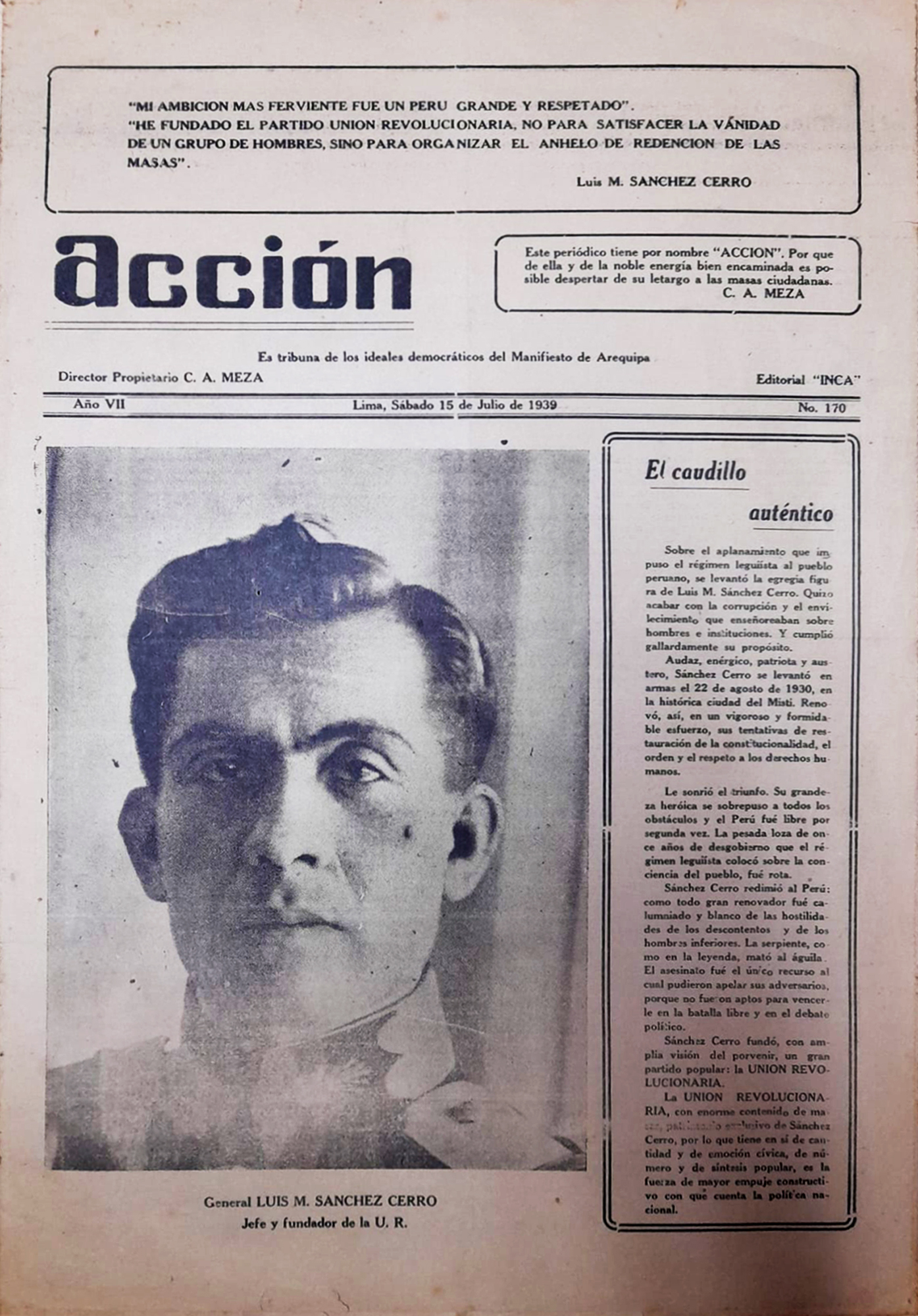
Luis M. Sánchez Cerro en la portada del periódico limeño "Acción" en 1939.

A inicios del año 1936, Acción bajo la dirección de C. A. Meza, seguiría vinculado al urrismo florista (de Luis A. Flores), pero priorizaría en sus números la defensa de la obra de Luis M. Sánchez Cerro y la exaltación de su memoria, y serían los periódicos La Batalla y UR los voceros más activos ligados a la campaña electoral de la Unión Revolucionaria.Esto se debió a que en aquella época dicho periódico estaba más cercano al urrismo orteguista (del Gral. Cirilo Ortega), cosa que anunciaría el preludio de una nueva escisión en la UR, y que se daría después de la anulación de la elecciones presidenciales de dicho año. Es recién en septiembre del mismo año que Acción asume la promoción de la candidatura presidencial de Luis A. Flores, como también la de Cirilo Ortega, candidato a la senaduría por la UR.  
A fines de 1936 los partidarios de la Unión Revolucionaria fueron perseguidos, encarcelados y exiliados bajo la dictadura de Benavides. En ese mismo contexto el periódico Acción deja de imprimirse durante algunos años. Es recién que a mediados de 1939 vuelve a publicarse aún bajo la dirección de C. A. Meza, pero esta vez desde una posición netamente orteguista, apoyando a la escisión de la otra y nueva Unión Revolucionaria bajo el mando de Cirilo Ortega y ya desde una postura oficialista y subordinados a la dictadura de Óscar R. Benavides. Sería en esta época que desde las páginas del periódico Acción se atacaría al perseguido urrismo florista, así como se trataría de vincular forzosamente al sanchezcerrismo con el entonces candidato presidencial (también oficialista) Manuel Prado, para las elecciones generales de Perú de 1939.  